# Бреславский, Борис Иванович
Бори́с Ива́нович Бресла́вский (род. 1933) — советский нефтяник, депутат Верховного Совета СССР.

## Биография
Родился в 1933 году. Русский. Член КПСС с 1954 года. Образование среднее.
С 1951 года — оператор по добыче нефти нефтегазодобывающего управления «Октябрьнефть», город Грозный. В 1953—1956 годах служил в Советской Армии. После демобилизации в 1956 году вновь работал оператором по добыче нефти в том же управлении.
Депутат Совета Союза Верховного Совета СССР 9 созыва (1974—1979) от Грозненского избирательного округа № 415 Чечено-Ингушской АССР. Член Комиссии по охране природы Совета Союза